# Keiichiro Nuno
Keiichiro Nuno (布 啓一郎 Nuno Keiichiro?), född 21 december 1960 i Chiba prefektur, är en japansk före detta fotbollsspelare och tränare.
Nuno har tränat J.League-klubbar, Thespakusatsu Gunma och Matsumoto Yamaga FC.